# Vardarska ofenziva
Vardarska ofenziva koja se odvijala između 14. i 29. rujna 1918. godine bila je posljednja velika vojna operacija na solunskome bojištu tijekom Prvoga svjetskoga rata.
Nakon mnogo priprema multinacionalna Istočna saveznička armija (vojnici Srbije, Francuske, Grčke, Velike Britanije i Italije) bila je u stanju probiti se kroz neprijateljske linije (vojnici Bugarske i Njemačke) u bitci kod vrha Dobro Pole na granici Makedonije i Grčke 14. i 15. rujna.
Nakon ove pobjede, vojska Antante nastavila je put i oslobađala. Dana 21. rujna oslobođen je grad Demir Kapija, 23. rujna oslobođen je Prilep, 25. Kruševo, 26. Veles i konačno 29. rujna oslobođeno je Skoplje. Njemačka 11. armija pobjegla je prema sjeverozapadu u smjeru Tetova, dok je bugarska vojska krenula prema Sofiji.
Nakon ove ofenzive dogodila se kapitulacija Bugarske, čime se odlučno promijenio strateški i operativni odnos snaga protiv Središnjih sila.